# Lista de prêmios e indicações recebidos por Dulce María
Esta é a Lista de prêmios e indicações recebidos por Dulce María, que consiste em 52 prêmios vencidos (dos quais se destacam 1 Europe Music Awards) de 126 indicações.
Em 9 de novembro de 2010, Dulce María lançou a primeira parte do seu primeiro EP, intitulado Extranjera: Primera Parte, sendo a primeira e única artista mexicana a conquistar disco de platina no Brasil.
Dulce Maria possui um livro intitulado Dulce Amargo que se estabilizou em charts de diversos de países como Brasil, México, França, Alemanha, Estados Unidos, Espanha, Itália e Reino Unido, entre os mais vendidos da categoria.

## Diosas de Plata
O Diosas de Plata são prêmios dados para o melhor do cinema mexicano de acordo com PECIME, grupo de jornalistas cinematógrafos do México. Sua primeira entrega ocorreu em 8 março de 1963 e desde então é concedido a cada ano. Dulce foi nomeada 1 vez.
| Ano  | Recipiente                         | Categoria            | Resultado |
| ---- | ---------------------------------- | -------------------- | --------- |
| 2015 | ¿Por Qué Los Hombres Son Infieles? | Coactuación Femenina | Indicado  |

## Eliot Media Awards
Eliot Media Awards é o reconhecimento dado pela revista Líderes Mexicanos aos líderes mais influentes das redes sociais e mídia digital no México. Dulce foi nomeada 1 vez, vencendo a categoria de Likes Verdaderos.
| Ano  | Recipiente  | Categoria        | Resultado |
| ---- | ----------- | ---------------- | --------- |
| 2015 | Dulce María | Likes Verdaderos | Venceu    |

## Fans Choice Awards
O Fans Choice Awards é uma premiação mexicana que reconhece as melhores tardes de autógrafos e showcases realizados no México. Dulce foi nomeada 12 vezes, vencendo 7. se tornando a artista com mais vitórias na premiação.
| Ano  | Recipiente  | Categoria                              | Resultado |
| ---- | ----------- | -------------------------------------- | --------- |
| 2014 | Dulce María | Mejor Firma de Autógrafos del Año      | Indicado  |
| 2014 | Dulce María | Mejor Showcase del Año                 | Indicado  |
| 2015 | Dulce María | Mejor Firma y/o Showcase del Año - Pop | Venceu    |
| 2017 | Dulce María | Mejor Firma y/o Showcase del Año - Pop | Indicado  |
| 2018 | Dulce María | Pop                                    | Venceu    |
| 2018 | Dulce María | Revistas                               | Venceu    |
| 2018 | Dulce María | Frangancias                            | Venceu    |
| 2019 | Dulce María | Pop                                    | Indicado  |
| 2020 | Dulce María | Pop                                    | Indicado  |
| 2021 | Dulce María | Pop                                    | Venceu    |
| 2022 | Dulce María | Pop                                    | Venceu    |
| 2023 | Dulce María | Pop                                    | Venceu    |

## Latin Music Italian Awards
| Ano  | Recipiente                    | Categoria                            | Resultado |
| ---- | ----------------------------- | ------------------------------------ | --------- |
| 2013 | Dulce María                   | Best Latin Female Artist Of The Year | Venceu    |
| 2013 | Lágrimas feat. Julión Álvarez | Best Latin Collaboration Of The Year | Venceu    |

## Lo Mejor de La Música Univision
| Ano  | Recipiente  | Categoria                 | Resultado |
| ---- | ----------- | ------------------------- | --------- |
| 2011 | Dulce Maria | Melhor Disco - Extranjera | Venceu    |

## Micrófono de Oro
Micrófono de Oro é o maior prêmio da Associação Nacional de Locutores do México, esse reconhecimento é entregue a grandes personalidades por sua carreira artística, jornalística, cultural, entre outras. Dulce foi reconhecida em 2019 por sua trajetória artística.
| Ano  | Recipiente  | Categoria            | Resultado |
| ---- | ----------- | -------------------- | --------- |
| 2019 | Dulce María | Trajetória Artística | Venceu    |

## MTV

### MTV Movie Awards Mexico
O MTV Movie Awards Mexico foi uma premiação mexicana baseada na premiação americana MTV Movie Awards, celebrando os filmes e atores mexicanos.
| Ano  | Recipiente                      | Categoria                           | Resultado |
| ---- | ------------------------------- | ----------------------------------- | --------- |
| 2005 | Dulce María com Anahi e Jolette | Trío Más Deseable para una Película | Venceu    |

### Europe Music Awards
O MTV Europe Music Awards (MTV EMA) foi criado em 1994 pela MTV Networks Europe para comemorar os vídeos musicais e artistas mais populares na Europa. Dulce foi indicada em 2014 vencendo as categorias Best North Latin America Act e Best Latin America Act, sendo indicada na categoria global Best Worldwide Act.

### Millennials Awards
MTV Millennial Awards, também conhecido como MTV MIAW é uma premiação criada pela MTV Latinoamerica que reconhece o melhor da geração do milênio, bem como música, filmes e também premia o melhor do mundo digital.Dulce foi nomeada 6 vezes, vencendo 3.
| Ano  | Recipiente                 | Categoria                    | Resultado |
| ---- | -------------------------- | ---------------------------- | --------- |
| 2013 | Dulcetes                   | Superfans del Año            | Venceu    |
| 2013 | Dulce María                | Franco Tuiteador del Año     | Venceu    |
| 2014 | Dulce María                | Estrella Latina en Instagram | Venceu    |
| 2014 | Dulce María                | Franco Tuiteador del Año     | Indicado  |
| 2015 | O lo haces tú o lo hago yo | Hit del Año                  | Indicado  |
| 2015 | Dulce María                | Instagramer Mexicano del Año | Indicado  |

### MTV Novelas
| Ano  | Recipiente  | Categoria          | Resultado |
| ---- | ----------- | ------------------ | --------- |
| 2013 | Es Un Drama | Mejor Tema Musical | Venceu    |

## Nickelodeon

### Kids Choice Awards
O Kids' Choice Awards (acrônimo KCA) é uma premiação do cinema, televisão, e música americana. Criado em 1988 pelo canal de tv a cabo Nickelodeon. Atualmente é a maior prêmiação infantil do planeta. É exibido anualmente no mês de março ou abril, os indicados são escolhidos pelos telespectadores do canal de gênero infantil, pelo site do próprio. O prêmio do KCA e de suas versões internacionais, é um dirigível laranja escrito Nickelodeon em branco, que é chamado de blimp.
| Ano  | Recipiente  | Categoria               | Resultado |
| ---- | ----------- | ----------------------- | --------- |
| 2012 | Dulce María | Artista Latino Favorito | Indicado  |
| 2015 | Dulce María | Artista Latino Favorito | Venceu    |

### Meus Prêmios Nick
Meus Prêmios Nick (abreviação MPN) é a versão brasileira do Nickelodeon Kids' Choice Awards (abreviação KCA), o maior prêmio infantil da TV mundial, e já se consagrou como o maior evento do tipo no País. O Brasil é um dos onze países do mundo que promove sua versão local da premiação, assim como o Reino Unido e Austrália. Em 2010, a Nickelodeon do México também produziu seu primeiro evento do tipo. A primeira edição do Meus Prêmios Nick aconteceu em 2000, sob o comando de Márcio Garcia[1].
| Ano  | Recipiente  | Categoria                      | Resultado |
| ---- | ----------- | ------------------------------ | --------- |
| 2011 | Dulce María | Artista Internacional Favorito | Venceu    |
| 2014 | Dulce María | Artista Internacional Favorito | Indicado  |

### Kids Choice Awards México
Kids Choice Awards Mexico é a versão mexicana do Kids Choice Awards que prestigia artistas da música, cinema e esporte.
| Ano  | Recipiente                 | Categoria                          | Resultado |
| ---- | -------------------------- | ---------------------------------- | --------- |
| 2011 | Dulce María                | Solista Latino Favorito            | Venceu    |
| 2011 | Fundación Dulce Amanecer   | Pro Social                         | Venceu    |
| 2012 | Dulce María                | Solista Latino Favorito            | Indicado  |
| 2015 | Dulce María                | Artista o Grupo Nacional Favorito  | Indicado  |
| 2015 | O lo haces tú o lo hago yo | Canção Favorita                    | Venceu    |
| 2016 | Dulce María                | Artista ou grupo nacional favorito | Venceu    |
| 2016 | Dulce María                | Chica Trendy                       | Indicado  |
| 2018 | Dulce María                | Atriz Favorita                     | Indicado  |

### Kids Choice Awards Brasil
| Ano  | Recipiente  | Categoria                      | Resultado |
| ---- | ----------- | ------------------------------ | --------- |
| 2011 | Dulce Maria | Artista Internacional favorito | Venceu    |

## Orgullosamente Latino
O Orgullosamente Latino foi um reconhecimento entregue entre os melhores da língua Espanhola.
| Ano  | Recipiente  | Categoria              | Resultado |
| ---- | ----------- | ---------------------- | --------- |
| 2010 | Dulce Maria | Solista Latina del Año | Indicado  |
| 2010 | Inevitable  | Canción Latina del Año | Indicado  |
| 2010 | Inevitable  | Video Latino del Año   | Indicado  |

## Premio Arlequín
O Premio Arlequín é um prêmio dado as personalidades mexicanas para promover, reconhecer e estimular as figuras de arte, cultura e mídia. Dulce foi reconhecida em 2017 por seus 27 anos de carreira artística.
| Ano  | Recipiente  | Categoria            | Resultado |
| ---- | ----------- | -------------------- | --------- |
| 2017 | Dulce María | Trajetória Artística | Venceu    |

## Prêmios Eclipse
| Ano  | Recipiente                | Categoria           | Resultado |
| ---- | ------------------------- | ------------------- | --------- |
| 2010 | Extranjera: Primera Parte | Mejor Disco del Año | Venceu    |
| 2010 | Dulce María               | Mejor Artista Pop   | Venceu    |

## Prêmio Estilo DF
| Ano  | Recipiente  | Categoria                  | Resultado |
| ---- | ----------- | -------------------------- | --------- |
| 2017 | Dulce Maria | Influencer Digital Del Ãno | Venceu    |

## Prêmios FebreTeen
Prêmios FebreTeen é uma premiação virtual realizada pela revista de mesmo nome. Dulce recebeu três indicações e ganhou duas.
| Ano  | Recipiente  | Categoria             | Resultado |
| ---- | ----------- | --------------------- | --------- |
| 2014 | Dulce María | Artista Latino do Ano | Indicada  |
| 2014 | Dulce María | Cantora do Ano        | Venceu    |
| 2016 | Dulce María | Artista Latino do Ano | Venceu    |

## Prêmios G1 Globo
É realizado todo final de ano pelo portal G1 da Rede Globo.
| Ano  | Recipiente  | Categoria      | Resultado |
| ---- | ----------- | -------------- | --------- |
| 2010 | Dulce María | Melhor Cantora | Venceu    |

## Prêmios Juventud
Premios Juventud é uma premiação anual organizada pela televisão americana em língua espanhola Univision com o objetivo de premiar os melhores artistas hispânicos provenientes nas categorias de telenovela, cinema, música e moda.
| Ano  | Recipiente                                      | Categoria                   | Resultado |
| ---- | ----------------------------------------------- | --------------------------- | --------- |
| 2005 | Dulce María                                     | Chica Que Me Quita el Sueño | Indicado  |
| 2005 | Dulce María                                     | Quiero Vestir Como Ella     | Indicado  |
| 2005 | Dulce María                                     | ¡Que Rico Se Mueve!         | Indicado  |
| 2005 | Dulce María com Alfonso Herrera.                | Tórrido Romance             | Venceu    |
| 2006 | Dulce María                                     | Quiero Vestir Como Ella     | Venceu    |
| 2006 | Dulce María                                     | Chica Que Me Quita El Sueño | Indicado  |
| 2006 | Dulce María                                     | Que Rico Se Mueve           | Indicado  |
| 2006 | Dulce María                                     | Mi Ídolo Es...              | Indicado  |
| 2006 | Dulce María com Guillermo Ochoa.                | Tórridos Romance            | Indicado  |
| 2007 | Dulce María                                     | Que Rico Se Mueve           | Indicado  |
| 2007 | Dulce María                                     | Chica Que Me Quita El Sueño | Indicado  |
| 2007 | Dulce María                                     | Quiero Vestir Como Ella     | Indicado  |
| 2007 | Dulce María                                     | Mi Ídolo Es...              | Indicado  |
| 2008 | Dulce María                                     | Chica Que Me Quita El Sueño | Indicado  |
| 2008 | Dulce María                                     | Que Rico Se Mueve           | Indicado  |
| 2008 | Dulce María                                     | Quiero Vestir Como Ella     | Indicado  |
| 2008 | Dulce María                                     | Mi Ídolo Es...              | Indicado  |
| 2009 | Dulce María                                     | Chica Que Me Quita El Sueño | Indicado  |
| 2009 | Dulce María                                     | Que Rico Se Mueve           | Indicado  |
| 2009 | Dulce María                                     | Quiero Vestir Como Ella     | Indicado  |
| 2009 | El Regalo Más Grande com Tiziano Ferro & Anahi. | La Combinación Perfecta     | Indicado  |
| 2009 | Dulce María                                     | Mi Ídolo Es...              | Indicado  |
| 2009 | Dulce María                                     | En La Mira Del Paparazzi    | Indicado  |
| 2009 | El Verano                                       | La Más Pegajosa             | Indicado  |
| 2009 | Dulce María                                     | Voz Del Momento             | Indicado  |
| 2009 | Dulce María                                     | Mi Artista Pop              | Indicado  |
| 2009 | Dulce María junto com Pablo Lyle.               | Tórridos Romance            | Indicado  |
| 2011 | Extranjera: Segunda Parte                       | Lo Toco Todo                | Indicado  |
| 2011 | Dulce María                                     | Que Rico Se Mueve           | Indicado  |
| 2011 | Dulce María                                     | Quiero Vestir Como Ella     | Venceu    |
| 2013 | Es Un Drama                                     | La Más Pegajosa             | Indicado  |
| 2013 | Es Un Drama                                     | Mi Video Favorito           | Indicado  |
| 2013 | Dulce María                                     | Mi Artista Pop              | Indicado  |
| 2013 | Es Un Drama                                     | Mi Ringtone                 | Indicado  |
| 2016 | Dejarte de Amar                                 | Canción Corta-Venas         | Indicado  |

## Prêmios Likes Brasil
| Ano  | Recipiente  | Categoria            | Resultado |
| ---- | ----------- | -------------------- | --------- |
| 2021 | Dulce María | Ícone Teen Atemporal | Venceu    |

## Premio Lo Nuestro
Premio Lo Nuestro é uma premiação anual dos Estados Unidos, apresentado pelo canal Univision, com o intuito de honrar os artistas mais talentos da música latina. Dulce recebeu 1 indicação em 2012.
| Ano  | Recipiente  | Categoria                              | Resultado |
| ---- | ----------- | -------------------------------------- | --------- |
| 2012 | Dulce María | Solista o Grupo Revelación Pop del Año | Indicado  |

## Premios Luminaria de Oro
| Ano  | Recipiente                | Categoria           | Resultado |
| ---- | ------------------------- | ------------------- | --------- |
| 2011 | Extranjera: Segunda Parte | Mejor Albúm del Año | Venceu    |

## Premios People en Español
People en Español Awards é um prêmio de música concedido anualmente pela revista People en Español.
| Ano  | Recipiente                                      | Categoria                  | Resultado |
| ---- | ----------------------------------------------- | -------------------------- | --------- |
| 2009 | Verano de Amor                                  | Mejor Actriz Juvenil       | Venceu    |
| 2009 | El Regalo Más Grande com Tiziano Ferro & Anahi. | Colaboração do Ano         | Indicado  |
| 2010 | Inevitable                                      | Mejor Canción del Año      | Indicado  |
| 2010 | Dulce María                                     | Mejor Cantante o Grupo Pop | Venceu    |
| 2011 | Extranjera: Segunda Parte                       | Mejor Álbum                | Indicado  |
| 2011 | Dulce María                                     | Mejor Cantante o Grupo Pop | Indicado  |
| 2012 | Dulce María                                     | La Reina Del Facebook      | Venceu    |
| 2013 | Lágrimas feat. Julión Álvarez                   | Mejor Colaboración del Año | Venceu    |
| 2014 | Dulce María                                     | Cantante Femenina del Año  | Venceu    |

## Premios Quiero
Los Premios Quiero son unos premios creados por la cadena de música "Quiero música en mi idioma" que premian a lo mejor de la música de habla hispana. Se llevan a cabo desde el año 2010.
| Ano  | Recipiente | Categoria                    | Resultado |
| ---- | ---------- | ---------------------------- | --------- |
| 2010 | Inevitable | Mejor Vídeo Artista Femenino | Indicado  |
| 2011 | Ingenua    | Mejor Vídeo Artista Femenino | Venceu    |

## Prêmios Telehit
TeleHit Awards é uma premiação entregue pelo canal mexicano Telehit desde 2008.
| Ano  | Recipiente  | Categoria               | Resultado |
| ---- | ----------- | ----------------------- | --------- |
| 2010 | Dulce María | Artista Juvenil del Año | Indicado  |

## Prêmios Texas
Texas Awards é uma premiação anual que homenageia celebridades de língua espanhola.
| Ano  | Recipiente  | Categoria              | Resultado |
| ---- | ----------- | ---------------------- | --------- |
| 2011 | Dulce María | Mejor Artista Rock     | Venceu    |
| 2012 | Dulce María | Mejor Artista Femenino | Venceu    |
| 2012 | Dulce María | Mejor Artista Pop      | Venceu    |

## Radio Tiempo
Premios Radio Tiempo é uma premiação anual entregue pela estação de rádio colombiana Radio Tiempo, onde são escolhidos os melhores do ano nas cidades em que a rádio está presente.

### Radio Tiempo Barranquilla
| Ano  | Recipiente  | Categoria              | Resultado |
| ---- | ----------- | ---------------------- | --------- |
| 2011 | Dulce María | Mejor Artista Femenina | Indicado  |

### Radio Tiempo Cúcuta
| Ano  | Recipiente  | Categoria              | Resultado |
| ---- | ----------- | ---------------------- | --------- |
| 2011 | Dulce María | Mejor Artista Femenina | Venceu    |

### Radio Tiempo Medellín
| Ano  | Recipiente  | Categoria              | Resultado |
| ---- | ----------- | ---------------------- | --------- |
| 2011 | Dulce María | Mejor Artista Femenina | Indicado  |

### Radio Tiempo Sincelejo
| Ano  | Recipiente  | Categoria              | Resultado |
| ---- | ----------- | ---------------------- | --------- |
| 2011 | Dulce María | Mejor Artista Femenina | Venceu    |

## Prêmios TVyNovelas
TVyNovelas Awards é uma prêmiação entregue pelo canal Televisa e pela revista TVyNovelas que elege os melhores da TV mexicana.
| Ano  | Recipiente | Categoria                                | Resultado |
| ---- | ---------- | ---------------------------------------- | --------- |
| 2006 | Rebelde    | Mejor Actuación Juvenil Estelar Femenina | Venceu    |

## Prêmios TVZ
| Ano  | Recipiente  | Categoria             | Resultado |
| ---- | ----------- | --------------------- | --------- |
| 2010 | Dulce María | Artista Internacional | Venceu    |

## Produ Awards
Os prêmios PRODU pretendem distinguir o excelente uso de novas plataformas, seu conteúdo, talento, profissionais, empresas e criatividade que se destacam na nova realidade digital. Seus finalistas e vencedores são eleitos por um jurado de mais de 100 executivos e profissionais da América Latina. Dulce foi indicada uma vez pelo seu papel na novela Muy padres.
| Ano  | Recipiente  | Categoria                         | Resultado |
| ---- | ----------- | --------------------------------- | --------- |
| 2018 | Dulce María | Actriz - Mejor Estrategia Digital | Indicado  |

## Social Media Awards
O Social Media Awards, também conhecido como Premios Red10, é uma premiação mexicana com o objetivo de destacar os mexicanos mais influentes nas redes sociais. Dulce recebeu uma indicação em 2011.
| Ano  | Recipiente  | Categoria        | Resultado |
| ---- | ----------- | ---------------- | --------- |
| 2011 | Dulce María | Artista feminina | Indicado  |

## Young Awards México
| Ano  | Recipiente  | Categoria                  | Resultado |
| ---- | ----------- | -------------------------- | --------- |
| 2017 | Dulce María | Cantante Preferida del Año | Indicado  |
| 2017 | DM          | Disco Preferido            | Indicado  |

## Reconhecimentos
- 2001: A revista Switch do México a nomeou como uma de "As 25 mulheres + sexys da música, quando tinha apenas 15 anos.
- 2005: A revista Maxim do México a nomeou como uma de "As 24 Latinas Mais Belas"
- 2006: A revista Quien do México a nomeou como uma de "As mais lindas de 2006", encabeçando a lista.[34]
- 2007: A revista People en Español a nomeou como uma de "Os 50 mais belos".[35][36]
- 2010: A revista Quien do México a nomeou como uma de "As mais lindas de 2010", encabeçando a lista.[37][38]
- 2010: A revista People en Español a nomeou como uma de "Os 50 mais belos".[39]
- 2011: A revista "VIP" a nomeou como uma de "As 100 mais sexy de todos tempos". [40]
- 2011: A revista People en Español a nomeou como uma de "Os 50 mais belos".
- 2011: A revista TVyNovelas a nomeou como uma dos "60 mais belos do espetáculo".
- 2011: A revista Glamour com Dulce na capa foi a edição do ano mais vendida da revista.
- 2011: Ganhou placa na Plaza de Las Estrellas em reconhecimento a sua carreira artística.[41]
- 2012: A revista CARAS a nomeou como uma dos "Los 20 más bellos".[42]
- 2015: O site The Huffington Post do Reino Unido a colocou em 16ª entre as 100 Mulheres Mais Influentes no Twitter. [43]
- 2015: Foi a terceira celebridade mais comentada no Twitter.[44]
- 2016: A revista People en Español a nomeou como uma de "Os 50 mais belos". [45]
- 2016: A revista TVyNovelas a nomeou como uma de "Os mais belos". [46]
- 2017: A revista People en Español a nomeou como uma de "Os 100 mais belos".[47]
- 2018: A Revista Ximena a nomeou como uma de "Las 30 Mexicanas Más Bellas", ficando na primeira posição.
- 2018: Ficou em quarto lugar dos atores mais comentados no Twitter Brasil.[48]
- 2018: Ficou em oitavo lugar dos atores mais comentados no Twitter México.[49]
- 2021: Artista mexicana com o maior número de #1's no iTunes em 2021.
- 2021: Dulce María e a segunda artista de origem mexicana que ocupa a melhor posição na Billboard Social 50.
- 2021: Ficou na posição #46 no Top Mulheres da Boívia e Paraguay e #50 do México no Spotify.
- 2021:Ficou na #19 no Top Female Artists (Latin pop) on spotify in 2021.
- 2022: Se tornou a primeira e única mexicana a ter duas músicas de estreia no ranking brasileiro.
- 2022: Dulce María se tornou a 7 mexicana com mais ouvintes do mensais mundo.
- 2022: Ficou em 59º lugar no Top 200 artistas do Spotify Brasil.
- 2022: Ficou na posição #14 na lista de latinas e a #7 no ranking das mexicanas mais buscadas do Google.
- 2022:Dulce María se torna a primeira ex-RBD a estampar um dos outdoors da Times Square em publicidade para a revista "Padrisimo".